# Swędów

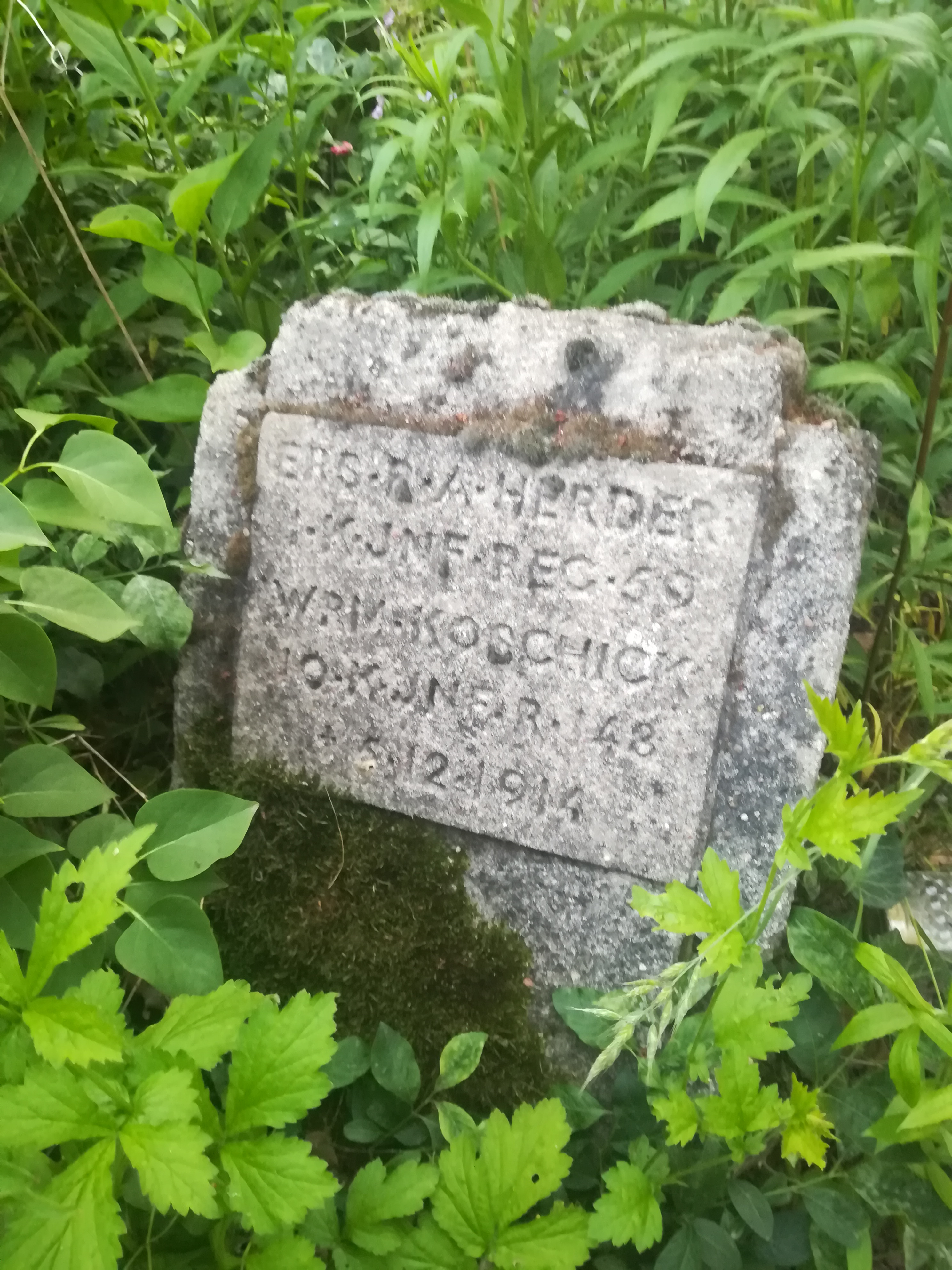
Nagrobek wojskowy z I wojny światowej

Swędów – wieś w Polsce położona w województwie łódzkim, w powiecie zgierskim, w gminie Stryków. W latach 1975–1998 miejscowość administracyjnie należała do ówczesnego województwa łódzkiego.
Znaczną część powierzchni wsi zajmują prywatne działki letniskowe należące do mieszkańców pobliskiej Łodzi, na stałe w Swędowie mieszka ok. 1000 mieszkańców. Na stacji w Swędowie zatrzymują się pociągi ŁKA relacji Łódź Kaliska – Łowicz Główny. W pobliżu Swędowa przebiega autostrada A2 (Autostrada Wolności). Działa tam również klub piłkarski – Huragan Swędów (obecnie A-klasa). W sołectwie znajduje się kościół pw. Matki Bożej Jasnogórskiej oraz biblioteka.

## Historia
Pierwsza zachowana wzmianka źródłowa opisująca wieś jako Swandowo lub Swandowice pochodzi z 1386 roku. W 1576 roku stanowiła ona częściowo własność królewską i szlachecką leżącą w parafii szczawińskiej w ówczesnym powiecie brzezińskim i województwie łęczyckim. W XIX wieku Swędów Królewski znalazł się w gminie Bratoszewice. W tym okresie wieś posiadała karczmę, młyn oraz szkołę. W czasie trwania powstania styczniowego w Swędowie miały miejsce liczne starcia powstańcze. W 1921 roku Swędów składał się z jednej wsi, w której znajdowało się 25 budynków mieszkalnych zamieszkałych przez 211 osób, z czego 102 stanowiły kobiety. Zdecydowana większość deklarowała wyznanie ewangelickie – 141 osób, znacznie mniej było katolików – 58, zaś 2 mieszkańców było wyznania mojżeszowego. W okresie międzywojennym na terenie dzisiejszego sołectwa dominowali osadnicy niemieccy – 141 osób, narodowość polską deklarowało 68 osób, natomiast żydowską – 2. Po II wojnie światowej w Swędowie na miejsce wysiedlonych Niemców zaczęli osiedlać się repatrianci zza wschodniej granicy, zwłaszcza z Litwy, Łotwy i Ukrainy. Pozostałością po ludności niemieckiej jest m.in. założony w 1887 roku i dobrze zachowany cmentarz ewangelicko-augsburski przy ulicy Głównej 22. W latach dwudziestych XX wieku otworzono tu stację kolejową, która istniała do początku lat 90. W połowie lat czterdziestych XX w. otworzono tu mleczarnię, która obecnie nie funkcjonuje. Wybudowano również dom strażacki, w którym w okresie letnim w każdą niedziele prowadzony był bar. W 1967 roku powstało Koło Gospodyń Wiejskich, które działa do dziś. W 1958 roku utworzono Kółko Rolnicze, które również działa do dziś. W 1968 roku wybudowano kamień węgielny pod kościół, zaś jego poświęcenie odbyło się 15 sierpnia 1989 roku.

## Cmentarz
Cmentarz ewangelicki w Swędowie położony jest przy ul. Głównej 22. Nekropolia jest własnością Parafii Ewangelicko-Augsburskiej w Zgierzu, jest ona udostępniana miejscowym katolikom na pochówki i to one stanowią dziś większą część cmentarza. Ze starej, ewangelickiej części zachowało się kilkanaście nagrobków. Uwagę przykuwa zwłaszcza jeden w postaci wysokiego cokołu na podstawie zwieńczonego krzyżem, pochodzący pracowni Alfreda Fiebiegera z Łodzi. W części luterańskiej ulokowano dużą kwaterę wojenną z okresu tzw. bitwy łódzkiej, w której pochowani są żołnierze rosyjscy i niemieccy. Podobno na cmentarzu pochowani są również żołnierze wermachtu.